# Monty Alexander
Montgomery Bernard Alexander (ur. 6 czerwca 1944 w Kingston) – jamajski pianista jazzowy, mieszkający w Stanach Zjednoczonych.

## Życiorys
Urodził się w stolicy Jamajki w D-Day, dniu lądowania aliantów w Normandii. 80. rocznicę wydarzenia oraz swoich urodzin upamiętnił wydaniem albumu pt. D-Day.
W wieku czterech lat grał kolędy ze słuchu, a rok później zabawiał swoim umiejętnościami pianistycznymi rodzinę i sąsiadów.  Kiedy skończył sześć lat, natka załatwiła mu lekcje fortepianu, ale on podchodził do nich niechętnie. Mając lat dziewięć poszedł z ojcem, stołecznym kupcem, na koncert słynnego pianisty amerykańskiego – Eddiego Heywooda. W muzyce jednak zakochał się nieco później – w wieku dziesięciu lat. Wtedy to m.in. usłyszał Nata „Kinga” Cole’a w miejscowym Carib Theater. W 1967 wysłuchał tam także koncertu Louisa Armstronga, który wzmógł jego zainteresowanie jazzem. Dorastając w Kingston, poznawał i chłonął wszystkie smaki muzyczne, które wykorzystał w swojej dźwiękowej palecie dorosłego muzyka.
Mając czternaście lat, rozpoczął naukę w szkole dla chłopców DeCarteret College w Mandeville. Następnie już w Kingston kształcił się – również muzycznie – w Jamaica College, mającym status szkoły średniej. W 1961 przeprowadził się razem z rodziną do Stanów Zjednoczonych i zamieszkał w Miami na Florydzie. Występował w różnych lokalach. Gdy grał w klubie nocnym Le Bi’, zwrócił uwagę, goszczących w nim, Franka Sinatry i Jilly’ego Rizzo, przyjaciela i doradcy wokalisty, oraz restauratora. Młody pianista zrobił na nich duże wrażenie i otrzymał propozycję pracy u Jilly’ego w Nowym Jorku. Podjął ją w 1962, sprowadzony przez Jilly’ego już z Reno. Został pianistą w jego restauracji i klubie nocnym, noszącym wspólną nazwę – Jilly's. Grał z czołówką nowojorskiego jazzu, m.in. słynnymi kontrabasistami i perkusistami – Ronem Carterem, Royem Haynesem, Tonym Williamsem i Mickeym Rokerem, akompaniował też Sinatrze. Poznał wtedy Counta Basiego i zaprzyjaźnił się z Milesem Davisem, z którym zbliżyło go wspólne zainteresowanie boksem. Na początku lat 60. grywał też w słynnym Minton’s Playhouse oraz nowo otwartym Playboy Clubie.
W 1964 nagrał w Los Angeles swój pierwszy album pt. Alexander the Great, na którym zamieścił utwór Blues for Jilly, dedykowany nowojorskiemu pracodawcy. W 1969 jako sideman uczestniczył w realizacji dwóch płyt wibrafonisty Milta Jacksona. W tym czasie poznał kontrabasistę Raya Browna oraz pianistę Oscara Petersona, który zarekomendował go Hansowi Georgowi Brunner-Schwerowi, właścicielowi niemieckiej wytwórni MPS. Nagrał dla niej szereg płyt w latach 1971–1985. W połowie lat 70. założył trio, z którym regularnie koncertował w Europie. W 1976 zagrał z nim na szwajcarskim Festival de Jazz de Montreux. Występ został zarejestrowany na płycie The Monty Alexander Trio – Live! at the Montreux Festival. Rok później pojawił się na tym festiwalu w sekstecie trębacza Dizzy’ego Gillespiego.
Był bardzo pożądanym sidemanem. Dysponował błyskotliwą techniką. Akompaniował wokalistom: Ernestynie Anderson, Mary Stallings, Natalie Cole i Tony’emu Bennettowi, oraz bandliderom: Gillespiemu, Bennyemu Golsonowi, Quincy’emu Jonesowi, Jimmy’emu Griffinowi i Frankowi Morganowi. 
W 1981 ożenił się z gitarzystką Emily Remler. Małżeństwo zakończyło się rozwodem w 1985. Później poślubił włoską wokalistę jazzową – Caterinę Zapponi. Występował zarówno z pierwszą, jak drugą żoną.
W latach 90. sformował zespół grający reggae. Do współpracy zaprosił wyłącznie muzyków jamajskich. W 2022 nagrał swój pierwszy album wokalny pt. Love Notes. Zaśpiewał i zagrał na nim jedenaście utworów.
Obecnie nadal koncertuje i nagrywa. Mieszka z żoną w Nowym Jorku na Manhattanie.

## Wybrana dyskografia

### Jako lider lub współlider
- 1965
  - Alexander the Great – Monty Alexander (Pacific Jazz)
  - Spunky (Pacific Jazz)
- 1968 Zing! (RCA)
- 1969 This Is Monty Alexander (Verve)
- 1970 Taste of Freedom (MGM Records)
- 1972
  - We’ve Only Just Begun (MPS)
  - Here Comes the Sun (MPS)
- 1974
  - Perception! (MPS)
  - Monty Alexander – Rass! – Featuring Ernest Ranglin
- 1975 Love And Sunshine (MPS)
- 1976 Unlimited Love – Live & In Concert (MPS)
- 1977
  - The Monty Alexander Trio – Live! at the Montreux Festival (MPS)
  - Estade (MPS)
- 1978
  - Monty Alexander – Live at „Ronnie Scott's” (CBS)
  - Live in Holland (Polydor)
  - Cobilimbo (MPS)
  - The Monty Alexander 7 – Jamento (Pablo)
  - Soul Fusion – Milt Jackson and the Monty Alexander Trio (Pablo)
- 1979
  - The Way It Is (MPS)
  - Monty Alexander in Tokyo (Pablo)
  - So What? (Black and Blue)
- 1980
  - Solo (Jeton)
  - Facets (Concord Jazz)
  - The Monty Alexander Quintet – Ivory & Steel
- 1981
  - Monty Alexander–Ray Brown–Herb Ellis – Trio (Concord Jazz)
  - Monty Alexander’s Ivory & Steel – Jamboree (Concord Picante)
  - Monty Alexander – Ernest Ranglin (MPS)
  - Fingering – Shelly Manne–Monty Alexander–Ray Brown (Atlas Records)
- 1982 Monty Alexander–Ray Brown–Herb Ellis – Triple Treat (Concord Jazz)
- 1984 Monty Alexander–Ray Brown–Herb Ellis – Overseas Special (Concord Jazz)
- 1996 Just in Time (Live at E.J.'s) – 2 CD
- 1997 Echoes of Jilly’s – Monty Alexander with John Patitucci & Troy Davis (Concord Jazz)
- 1999 Stir It Up – The Music Of Bob Marley (Telarc)
- 2000 Monty Meets Sly and Robbie (Telarc)
- 2002 Ray Brown–Monty Alexander–Russell Malone (Telarc)
- 2004 Monty Alexander–Ernest Ranglin – Rocksteady (Telarc)
- 2023 Love Notes (HMV Record Shop)
- 2024 Monty Alexander – D-Day (Peewee Productions)

### Jako sideman
Z Tonym Bennettem
- 2008 Tonny Bennett Featuring the Count Basie Big Band – A Swingin’ Christmas (Columbia)

Z Rayem Brownem
- 1979 Live at the Concord Jazz Festival (Concord Jazz)
- 1983 A Ray Brown 3 (Concord Jazz)
- 1990 The Ray Brown Trio – Live at the Loa – Summer Wind (Concord Jazz)
- 2003 Walk On (Telarc)

Z Natalie Cole
- 1991 Unforgettable – With Love – Natalie Cole (Elektra)

Z Bennym Golsonem
- 1995 That's Funky (Meldac)

Z Miltem Jacksonem
- 1970
  - That's the Way It Is (Impulse! Records)
  - Just the Way It Had to Be (Impulse!)
- 1977 Montreux ’77 – Milt Jackson–Ray Brown Jam  (Pablo)
- 1982 Memories Of Thelonious Sphere Monk – Milt Jackson in London (Pablo)
- 1988 A London Bridge (Pablo)
- 1991 Mostly Duke (Pablo)

Z Ernestem Ranglinem
- 1976 Ranglypso (MPS)
- 1996 Below the Bassline (Island)
- 2009 Order of Distinction (Milk River Music)

Z Clarkiem Terrym
- 2000 One on One (Chesky)

Zestawienie wg dat wydania płyt

## Odznaczenia i nagrody
- 2000
  - Komandoria Orderu Dystynkcji (Order of Distinction) – Jamajka[6]
  - Złoty Medal Musgrave’a za osiągnięcia w dziedzinie muzyki – Jamajka[6]
- 2018 Doktorat honorowy Uniwersytetu Indii Zachodnich (The University of the West Indies)
- 2023 Order Jamajki[7]